# Пам'ятник, який створив Лук'ян
«Пам'ятник, який створив Лук'ян» (Дім, який побудував Лук'ян) — український короткометражний фільм режисера Андрія Рожена.
Фільм номінувався на Премію Національної спілки кінематографістів за 2013 рік в номінації «Найкращий неігровий фільм».

## Про фільм
У всесвітньо відомого фізика з міста Чернівці Лук’яна Анатичука дивне хобі — він у вільний час власноруч будує дім, в якому збирається розмістити єдиний в світі Музей термоелектрики, щоб потім подарувати його рідному місту. Під цю розгорнуту, дуже виразну метафору знамениті фізики зі США, Росії, Франції, Німеччини, Японії, Тайваню розкажуть про неперевершені наукові досягнення голови Всесвітньої академії термоелектрики академіка Лук’яна Анатичука та їх дивовижне використання у різних країнах у Космосі, в енергетиці, в авіації, а в Японії навіть в… ресторанному бізнесі.